# Rastenburger SV
Rastenburger SV (celým názvem: Rastenburger Sportverein) byl německý sportovní klub, který sídlil ve východopruském městě Rastenburg (dnešní Kętrzyn ve Varmijsko-mazurském vojvodství). RSV 1908 mělo dva úspěšné oddíly, a to fotbalové a hokejové. Založen byl v roce 1908, zanikl v roce 1945 po sovětsko-polské anexi Pruska. Většina hokejistů zaniklého oddílu po válce začala hrát v klubu VfL Bad Nauheim. Klubové barvy byly černá, žlutá a bílá.
Své domácí zápasy odehrával na stadionu Scheffler-Platz.

## Účast v nejvyšší soutěži
- Gauliga Ostpreußen
  - 1933/34, 1934/35, 1935/36, 1936/37, 1937/38
- Deutschen Eishockey-Meisterschaft
  - 1930, 1933, 1934 (dva týmy – VfL Rastenburg a Rastenburger SV), 1935, 1936, 1937, 1938, 1939, 1940, 1942, 1943

## Umístění v jednotlivých sezonách
Stručný přehled
Zdroj: 
- 1933–1935: Gauliga Ostpreußen – sk. B
- 1935–1938: Gauliga Ostpreußen – sk. Allenstein

Jednotlivé ročníky
Zdroj: 
Legenda: Z – zápasy, V – výhry, R – remízy, P – porážky, VG – vstřelené góly, OG – obdržené góly, +/- – rozdíl skóre, B – body, červené podbarvení – sestup, zelené podbarvení – postup, fialové podbarvení – reorganizace, změna skupiny či soutěže
| Velkoněmecká říše (1933 – 1938) |                                     |        |    |   |   |   |    |    |     |    |        |
| Sezóny                          | Liga                                | Úroveň | Z  | V | R | P | VG | OG | +/- | B  | Pozice |
| 1933/34                         | Gauliga Ostpreußen – sk. B          | 1      | 12 | 2 | 1 | 9 | 21 | 51 | -30 | 5  | 7.     |
| 1934/35                         | Gauliga Ostpreußen – sk. B          | 1      | 12 | 3 | 3 | 6 | 23 | 34 | -11 | 9  | 4.     |
| 1935/36                         | Gauliga Ostpreußen – sk. Allenstein | 1      | 12 | 3 | 0 | 9 | 17 | 38 | -21 | 6  | 5.     |
| 1936/37                         | Gauliga Ostpreußen – sk. Allenstein | 1      | 12 | 4 | 4 | 4 | 23 | 21 | +2  | 12 | 3.     |
| 1937/38                         | Gauliga Ostpreußen – sk. Allenstein | 1      | 12 | 2 | 1 | 9 | 17 | 27 | -10 | 5  | 6.     |